# Schodnica
Schodnica (ukr. Східниця) – osiedle typu miejskiego w rejonie drohobyckim (do 2020 roku w rejonu borysławskim) obwodu lwowskiego. W II Rzeczypospolitej miejscowość była siedzibą gminy wiejskiej Schodnica w powiecie drohobyckim. Osiedle liczy 2257 mieszkańców.
Znajdują się tu źródła wody mineralnej Naftusia. W 1872 w Schodnicy rozpoczęto wydobycie ropy naftowej oraz później ozokerytu (wosku ziemnego).
W II Rzeczypospolitej wieś w powiecie drohobyckim województwa lwowskiego.
W latach 1939–1945 nacjonaliści ukraińscy z OUN-UPA zamordowali tutaj 56 Polaków, w tym 19 września 1939 idących do Rumunii 50 żołnierzy Wojska Polskiego, których po rozbrojeniu spalono żywcem w drewnianym baraku. 5 lipca 1941 Ukraińcy dokonali tutaj pogromu zabijając około 200 żydowskich mężczyzn, co stanowiło jedną czwartą żydowskiej populacji Schodnicy. Niewykluczone, że pogrom został zainspirowany przez Niemców (w tym czasie w okolicy przebywał Wyższy Dowódca SS i Policji na froncie południowym Friedrich Jeckeln). 
W czasie okupacji niemieckiej mieszkające w Schodnicy polskie rodziny Gołkowskich, Godzieniów i Himków ukrywały Żydów. W 1987 roku Instytut Jad Waszem podjął decyzję o przyznaniu Czesławie i Jerzemu Gołkowskim tytułu Sprawiedliwych wśród Narodów Świata. W 1989 roku tytuł ten przyznano Ludwikowi i Bronisławie Godzieniom oraz Wiktorii Godzień-Landau, a w 2017 roku Józefowi i Władysławowi Himkom.

## Urodzeni
- Alojzy Bełza (1900–1976) – oficer Armii Krajowej
- Marian Jachimowicz (1906-1999) – poeta, tłumacz i malarz
- Bogusław Komornicki (1901–1925) – porucznik piechoty Wojska Polskiego, odznaczony Orderem Virtuti Militari
- Emil Kumor (1899-1957) – podpułkownik Wojska Polskiego, organizator Akcji „Góral”
- Zdzisław Papierkowski (ur. 1903) – profesor prawa, specjalista z zakresu prawa karnego
- Ludwik Wolski (1895-1919) – poeta, syn M. Wolskiej, zamordowany przez Ukraińców w Złoczowie[8]

## Galeria

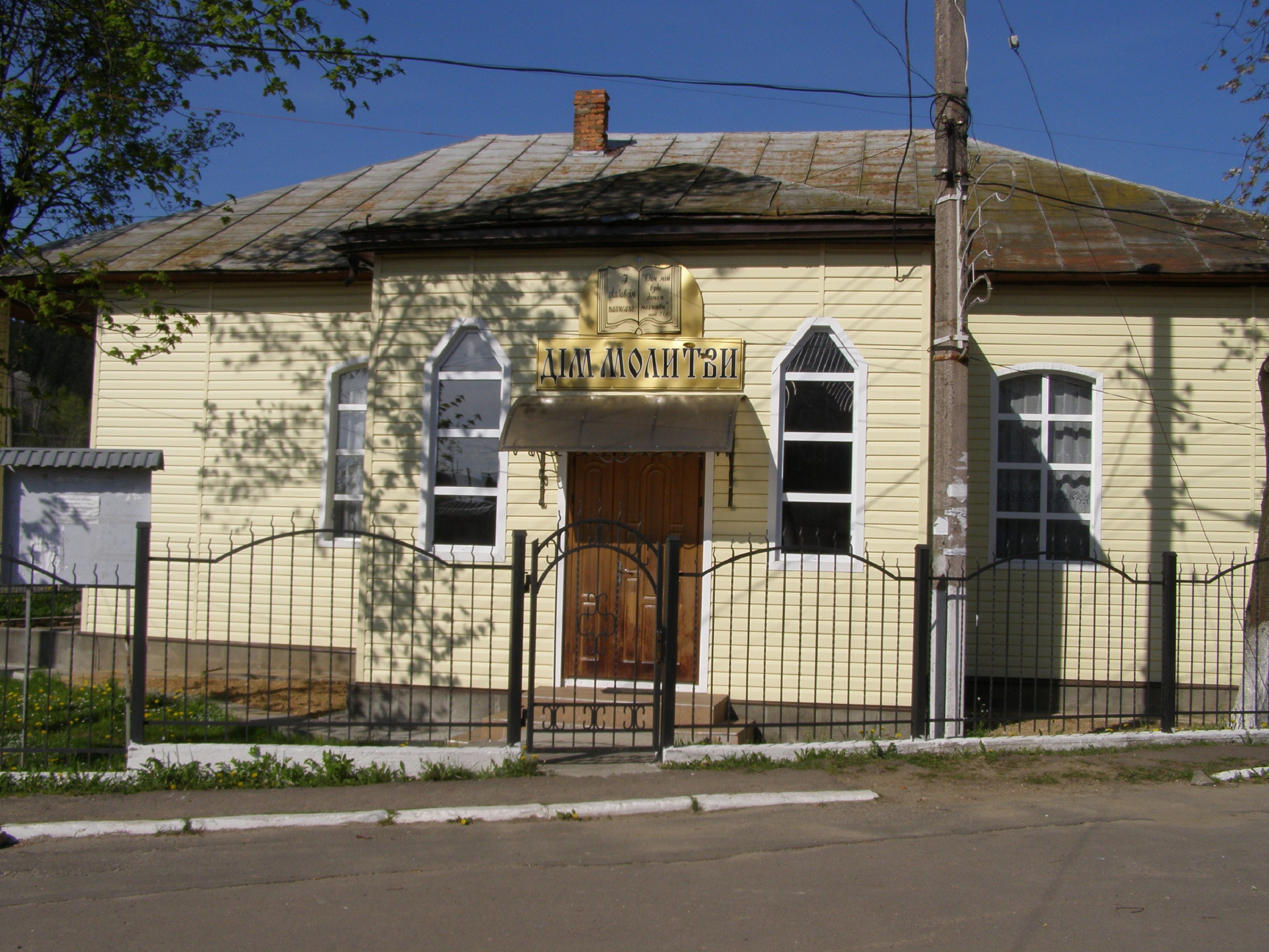
Dawna drewniana synagoga